# Càlamis

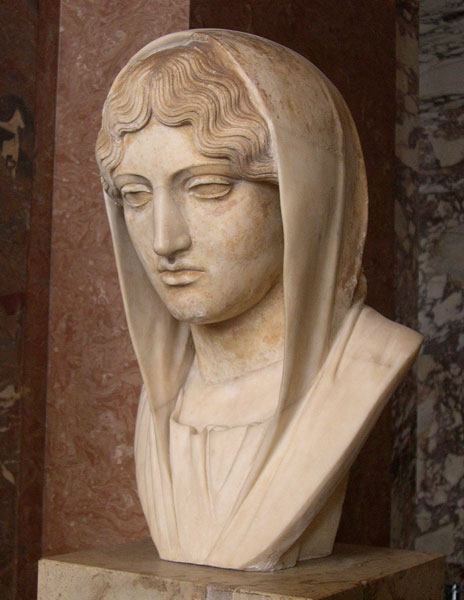
Bust de l'Afrodita Sosandra, còpia romana del.

Càlamis (grec antic: Κάλαμις) fou un escultor grec i autor de relleus de lloc de naixement desconegut. Fou contemporani de Fídies, i va executar l'estàtua de l'Apol·lo Alexícacos en metall que suposadament va aturar una plaga a Atenes el 429 aC; també va treballar en un carruatge amb Dinòmenes, fill d'Hieró, suposadament fet per encàrrec d'Onates en memòria de la victòria del seu pare a Olímpia, i que fou consagrat el 467 aC. Aquestes dues dates ens donen el període aproximat del seu floriment. Fou un artista diligent i va fer estàtues en bronze, pedra, or i vori, i també relleus. Va fer una estàtua de marbre d'Apol·lo que era als jardins de Servili a Roma i un altre de bronze que era a Apol·lònia de l'Euxí d'on Luci Licini Lucul·le la va portar a Roma. Va fer un Asclepi amb barba en or i vorí, una Niké, un Zeus Ammon (a Tebes), un Dionís, una Afrodita, un Alcmene i una Sosandra. A més de déus i mortals també representava animals, especialment cavalls, pels que era especialment famós. D'aquest escultor diu Plini: 
| « | Quis enim eorum, qui haec minora animadvertunt, non intelligit, Canachi signa rigidiora esse, quam ut imitentur veritatem? Calamidis dura illa quidem, sed tamen molliora quam Canachi, nondum Myronis satis ad veritatem adducta. | » |